# Al-Kadmus
Al-Kadmus (arab. القدموس) – miasto w Syrii, w muhafazie Tartus. W 2004 roku liczyło 5551 mieszkańców.